# Judy Michiels van Kessenich
Jkvr. Juliana Cecilia Paulina Michiels van Kessenich (Roermond, 21 april 1901 – 's-Gravenhage, 17 mei 1972) was een Nederlands kunstschilder. Ze signeerde haar werk als Kessenich.

## Biografie
Judy Michiels was een lid van de familie Michiels en een dochter van het latere Eerste Kamerlid  mr. Georges Alphonse Hubert baron Michiels van Kessenich (1869-1947) en diens volle nicht jkvr. Cecile Louise Marie Victoire Michiels van Kessenich (1873-1967). Ze studeerde aan de École des Beaux Arts in Parijs, waar ze bevriend raakte met Gisèle Waterschoot van der Gracht. Michiels was een leerling van de kunstenaars Georges Baltus, J. Binder, H. Hoffmann en André Lhote. 
Michiels schilderde voornamelijk portretten. Ze werkte tot de jaren 1950 figuratief, later werd haar werk meer abstract, met spiraalvormige bewegingen. Zij exposeerde voor het eerst in 1933 bij de Amsterdamse kunsthandel Van Lier; de critici waren niet onverdeeld enthousiast over dit 'beginnerswerk', maar zagen enkele mooie werken. In 1935 maakte ze een muurschildering in het voormalige Limburgse gouvernementsgebouw, thans dat van de Universiteit van Maastricht, met klassieke musicerende figuren. Ze schilderde in 1936 een portret van de Limburgse kunstenaar Joep Nicolas. In 1957 was er een overzichtstentoonstelling van haar werk in het Prinsenhof in Delft.
Michiels trouwde in 1937 met burgemeester dr. Sweder Ferdinandus Antonius Canisius Maria baron van Wijnbergen (1897-1967) met wie zij geen kinderen had. Ze was een schoonzus van burgemeester jhr. mr. Johannes Theodorus Maria Smits van Oyen (1888-1978).

## Kring van Reijmersbeek
Michiels bracht een aanzienlijk deel van haar jeugd door op het landgoed van haar ouders: Kasteel Reijmersbeek te Nuth gemeente Beekdaelen. 
Na het overlijden van haar moeder in 1967 ging het kasteel over in handen van Michiels. Haar enige zus, jkvr. Margaretha Maria Anna Michiels van Kessenich was al in 1927 overleden kort na de geboorte van haar derde kind. 
Op het kasteel werden rond 1970 bijeenkomsten georganiseerd door en voor verontruste katholieken die zich "de Kring van Reijmersbeek" noemden. Het was een invloedrijk gezelschap van oude adel, regionale regenten, geestelijken en intellectuelen die bezorgd waren over de, in hun ogen,  te ver gaande democratisering binnen de katholieke kerk. Behoudende geestelijken zoals toenmalig hulpbisschop van  Roermond  mgr. Edmond Beel en Gerhard Fittkau, prelaat te Essen verzorgden er lezingen. Mede door dit netwerk werd de benoeming van de conservatieve geestelijke dr. Joannes Matthijs Gijsen tot bisschop van Roermond voorbereid. Er zijn geen notulen van deze bijeenkomsten waardoor niet duidelijk is of Michiels naast het faciliteren van deze bijeenkomsten ook een voortrekkersrol vervulde binnen de beweging.
- Biografisch Portaal: 76627951
- International Standard Name Identifier: 0000 0003 8921 3696
- Nederlandse Thesaurus van Auteursnamen: 236532162
- RKD-Nederlands Instituut voor Kunstgeschiedenis: 86855
- Virtual International Authority File: 282603290
- WorldCat: E39PBJrgPqqM4HvJCrQq8mKyBP